# Marquesat de Casa Oriol
El Marquesat de Casa Oriol és un títol nobiliari concedit el 27 d'abril de 1870 pel pretendent carlista a la corona espanyola Carles VII a favor de Bonaventura d'Oriol i Salvador (Flix, 1795 – Itàlia, 1891), destacat carlista membre del Consell del pretendent Carles VII i de la Junta Consultiva Carlista. La seva mort a l'exili a Itàlia sense descendents va deixar el títol vacant.
El 20 de maig 1958 va ser reconegut com a títol del regne pel dictador Francisco Franco a favor de José Luis de Oriol y Urigüen.

## Marquesos de Casa Oriol
|                                   | Titular                            | Període                           |
| Creació pel pretendent Carles VII | Creació pel pretendent Carles VII  | Creació pel pretendent Carles VII |
| --------------------------------- | ---------------------------------- | --------------------------------- |
| I                                 | Bonaventura d'Oriol i Salvador     | 1870-1891                         |
| Reconegut per Francisco Franco    |                                    |                                   |
| II                                | José Luis de Oriol y Urigüen       | 1958-1959                         |
| III                               | José María de Oriol y Urquijo      | 1959-1985                         |
| IV                                | José Luis de Oriol e Ybarra        | 1987-2018                         |
| V                                 | Esperança Macarena d'Oriol i Fabra | 2020-actual titular               |